# الاتجار بالأطفال
الاتجار في الأطفال شكل من أشكال الاتجار بالبشر. تعرف بأنها التعيين أو النقل أو إيواء أو استقبال الأطفال بهدف الاستغلال.
الاستغلال الجنسي التجاري للأطفال يمكن أن تتخذ أشكالاً كثيرة، بما في ذلك إجبار طفل على ممارسة البغاء، وأشكال أخرى من النشاط الجنسي، أو الإباحية. استغلال الأطفال يمكن أن تشمل أيضا العمل القسري أو استخدام الخدمات أو الاسترقاق أو الممارسات الشبيهة بالرق والعبودية وإزالة الأعضاء، غير المشروعة التبني على الصعيد الدولي، الاتجار للزواج المبكر، وتجنيد الجنود الأطفال، لفي التسول، كرياضيين (مثل الخيال الهجن الطفل أو كرة القدم اللاعبين)، الرق الإنجابية، أو التجنيد للطوائف الدينية.
وفقا للتشريعات الدولية، في حالة الأطفال، أو استخدام القوة، أو أشكال أخرى من الإكراه، مثل اختطاف، الغش أو الخداع، والتعسف في استعمال السلطة أو استغلال حالة الضعف لا يحتاج أن يكون حاضرا في الترتيب للجريمة أن تكون تعتبر الاتجار. «الأمم المتحدة» بروتوكول منع وقمع ومعاقبة الاتجار بالأشخاص، وبخاصة النساء والأطفال أيضا تعرف الطفل الاتجار الاتجار بالبشر. اتفاقية منظمة العمل الدولية 182 تعرف على أنها شكل من أشكال عمالة الأطفال.

## تعريف الاتجار بالأطفال
هناك ميل للمناقشة الاتجار إلى الانجذاب إلى نهج ضد المجرمين من ناحية واتباع نهج دعم حقوق الإنسان أو حماية من جهة أخرى. وهذا يخلق انطباعا خاطئا لمعارضة المناظير عند كلا البعدين في ذاتها المرتبطة وأساسية لمنع ومكافحة الاتجار بالأشخاص.
وعلى الرغم من أهميته في أي نهج لمشكلة الاتجار بالبشر، هناك يوجد تعريف واحد للاستغلال، وهناك صعوبة في تحديد النقطة التي تبدأ الاستغلال.
تعريف باليرمو لا يقتصر على الاتجار عبر الحدود – بين الدول المجاورة – ويمكن تطبيقها على الاتجار الداخلي والعابرة للقارات.
وهناك صلات محتملة بين الاتجار والهجرة. عندما يتحرك الشعب من مكان إلى آخر على المستويات المحلية أو الوطنية أو الدولية، من المرجح أن تصبح أكثر ضعفا، ولا سيما في أوقات الأزمات السياسية أو لمواجهة الضغوط الاجتماعية أو الاقتصادية. ما إذا كانت مدفوعة بحالات يائسة أو دوافع سعيا وراء فرص أفضل في الحياة، أنها يمكن الموافقة عن طيب خاطر على تهريبهم عبر حدود. بمجرد نقلها عبر الحدود، قد يجدون أنفسهم اختطفوا في شبكة الاتجار بالأشخاص، غير قادر على الهرب ودون الحصول على مشورة قانونية أو الحماية.

## التشريعات الدولية
الأمم المتحدة بروتوكول منع وقمع ومعاقبة الاتجار بالأشخاص، وبخاصة النساء والأطفال يكمل الأمم المتحدة لاتفاقية مكافحة «الجريمة المنظمة عبر الوطنية» (2000). قد تم التصديق على البروتوكول قبل 135 بلدا.
منظمة العمل الدولية أسوأ أشكال اتفاقية العمال الأطفال، 1999 (رقم 182)[وصلة مكسورة]
تعرف على أنها شكل من أشكال عمل الأطفال.
تحت كلتا الاتفاقيتين، طفل أي شخص تقل أعمارهم عن ثمانية عشر عاماً عمر
الاتفاقيات الأخرى ذات الصلة
- اتفاقية العمل منظمة العمل الدولية السخرة، 1930 (رقم 29)[وصلة مكسورة]
- منظمة العمل الدولية إلغاء اتفاقية العمل الإجباري، 1957 (رقم 105)[وصلة مكسورة]
- C138 منظمة العمل الدولية الحد الأدنى للسن، 1973 (رقم 138)[وصلة مكسورة]

## وصلات خارجية
- الدولية مكتب العمل. (2005)-تحالف عالمي لمكافحة العمل بالسخرة
- Minimun منظمة العمل الدولية تقديراً للعمل بالسخرة في العالم. (2005)
- تكلفة القسر 2009 منظمة العمل الدولية
- المؤشرات التشغيلية للاتجار بالبشر 2009 منظمة العمل الدولية/SAP-فلوريدا
- قوائم المؤشرات للاتجار بالبشر 2009 منظمة العمل الدولية/SAP-فلوريدا
- إياكاك-الوكالة الدولية للجرائم المرتكبة ضد الأطفال-استغلال الأطفال، والاتجار، ومبادرة تكتيكية الجرائم السيبرانية
- مكتبة قابلة للبحث واسعة النطاق من الموارد العلمية[وصلة مكسورة]
- «المجتمع الوطني» «منع القسوة ضد الأطفال» (المملكة المتحدة): قائمة القراءة المتعمقة للمواد الأكاديمية بشأن هذا الموضوع
- مكافحة الاتجار بالأطفال الاتحاد البرلماني الدولي، 2005 اليونيسيف
- & معرف = 7044 وزير أوغندا تدعو إلى وضع قانون بشأن الاتجار بالأطفال UGPulse.com
- جامبوتو بيرك انتونيلا المقابلة مع بيكارد ريمون حول الاتجار بالأطفال
- «برنامج العمل الخاص منظمة العمل الدولية» لمكافحة «السخرة» (SAP-فلوريدا)
- الفيديو: التعاون بين الولايات المتحدة والكمبودي ضباط تعقب واعتقال المتاجرين بالأطفال الولايات المتحدة في كمبوديا على يوتيوب
- بيانات الاتجار في الأطفال" والإحصاءات[وصلة مكسورة] "الأسواق السوداء هافوكسكوبي"